# Microkayla harveyi
Microkayla harveyi is een kikker uit de familie Craugastoridae. De soort komt voor in Bolivia.